# Fluberg
Fluberg est un village de Søndre Land. Il est situé dans l'Innlandet.
Fluberg est également une ancienne commune norvégienne. En effet, le village a été une commune autonome de 1914 (scission avec Søndre Land) à 1962 (réincorporation dans Søndre Land).

## Histoire
Lors du recensement de 1920 (no), le village compte 2 058 habitants. Dix ans plus tard, lors du recensement de 1930 (no), le village compte 2 118 habitants.

## Sport
Le village compte un tremplin de saut à ski, le Odnesbakken (no). Ainsi, le village y a accueilli les championnats de Norvège de saut à ski (no) à plusieurs reprises (en 1969 (no), 1972 (no), 1977 (no), 1981 (no), 1987 (no), 1989 (no), 1990 (no), 1993 (no) et 2002 (no)).
Le village compte un club, le Fluberg AIL qui était membre du district Opland Arbeideridrettskrets (no) de la Fédération sportive ouvrière (no).

## Infrastructures

### Monument
L'église (no) du village est la plus ancienne de Søndre Land.

### Transport
Le village comptait une gare gare de Fluberg (no) située sur la Valdresbanen (no).
Le village compte un pont (no) qui traverse le Randsfjorden.

### Code postal
Le code postal (no) du village est le 2862.

## Personnalités liées au village
- Thorstein Fretheim
- Peder Aadnes
- Ola Viker (en)
- Øyvind Myhre (en)
- Johan Peter Weisse (en)
- Johan Enger (no)
- Leiv Vidar (chef d'entreprise) (no), fondateur de Leiv Vidar (no)